# Jytte Andersen
Jytte Maria Andersen (født 9. september 1942 i København) er tidligere socialdemokratisk folketingsmedlem og forhenværende ligestillings, by- og bolig- og arbejdsminister.
Hun er født i København og er datter af malersvend Boye Johansen og syerske Inga Johansen, hun var en af datidens uægte børn, fordi hun var født udenfor ægteskabet. Hun gik i folkeskole på Sjællandsgades Skole i København 1950-58 og Engelsborgskolen i Kongens Lyngby 1958-60. derefter Købmandsskolen ved Nørreport 1960-63. Desuden har hun haft en række studieophold på arbejderhøjskoler.
Jytte Andersen har før sin politiske karriere beskæftiget sig med forskelligt fabriksarbejde samt kontorarbejde, herunder bogholderi. Hendes politiske karriere startede da hun var i slutningen af 20'erne i en lokal vælgerforening hvor hun fik en sekretærpost.
Hun var medlem af Vallensbæk Kommunalbestyrelse 1974-80. Formand for Socialdemokratiet i Glostrupkredsen 1974-80. Medlem af bestyrelsen for Hovedstadens Ordblindeskole fra 1983, for Plejehjemmet Stærebo fra 1985, for Seminariet for Småbørnspædagoger på Vesterbro fra 1985, for Københavns Kvindedaghøjskole og Dagcentret Bodillestuerne fra 1987. Medlem af bestyrelsen for Pensionisthøjskolen Tisvilde fra 1987 og af repræsentantskabet for Grøndalsvænge Pensionist Center fra 1988. Bestyrelsesmedlem i Familieplejen i Frederiksborg Amt.
Desuden medlem af Arbejdernes Fællesorganisations forretningsudvalg 1975-80. Medlem af Kvindeligt Arbejderforbund. Medlem af Socialdemokratiets hovedbestyrelse 1977-87, af forretningsudvalget 1979-80 og af partiets familiepolitiske udvalg fra 1986.
Er næstformand i AOF's Landsforbund fra 1984. Sekretær for den socialdemokratiske folketingsgruppe 1981-86.
Formand for RUE, Rådet for Uddannelse og Erhverv fra 2001 og for Voksenuddannelsesrådet fra 2001.
Medforfatter til Socialdemokratiet – hvilken fremtid?, 1981, BFU – betalt frihed til uddannelse, 1983, Teknologi for Fremtiden, 1986, Folkeoplysning under Forandring, 1986, samt diverse politiske håndbøger.
Partiets kandidat i Kalundborgkredsen fra 1978 og i Bispeengkredsen fra 1981.
Valgt til folketínget for:
- Vestsjællands Amtskreds fra 23. okt. 1979
- Østre Storkreds fra 8. dec. 1981 til 13. nov. 2007

Var Arbejdsminister 25. jan. 1993-23. marts 1998. Bolig- og byminister 23. marts 1998-29. sept 1998. By- og boligminister 29. sept. 1998-21. dec. 2000, minister for ligestilling 28. september 1999-21. dec. 2000.

### Ekstern kilde/henvisning
- Jytte Andersen på Folketingets hjemmeside
- Arkiveret CV på Folketinget.dk Dato: 11. juni 2003
- Gammelt portrætfoto